# John Limbert

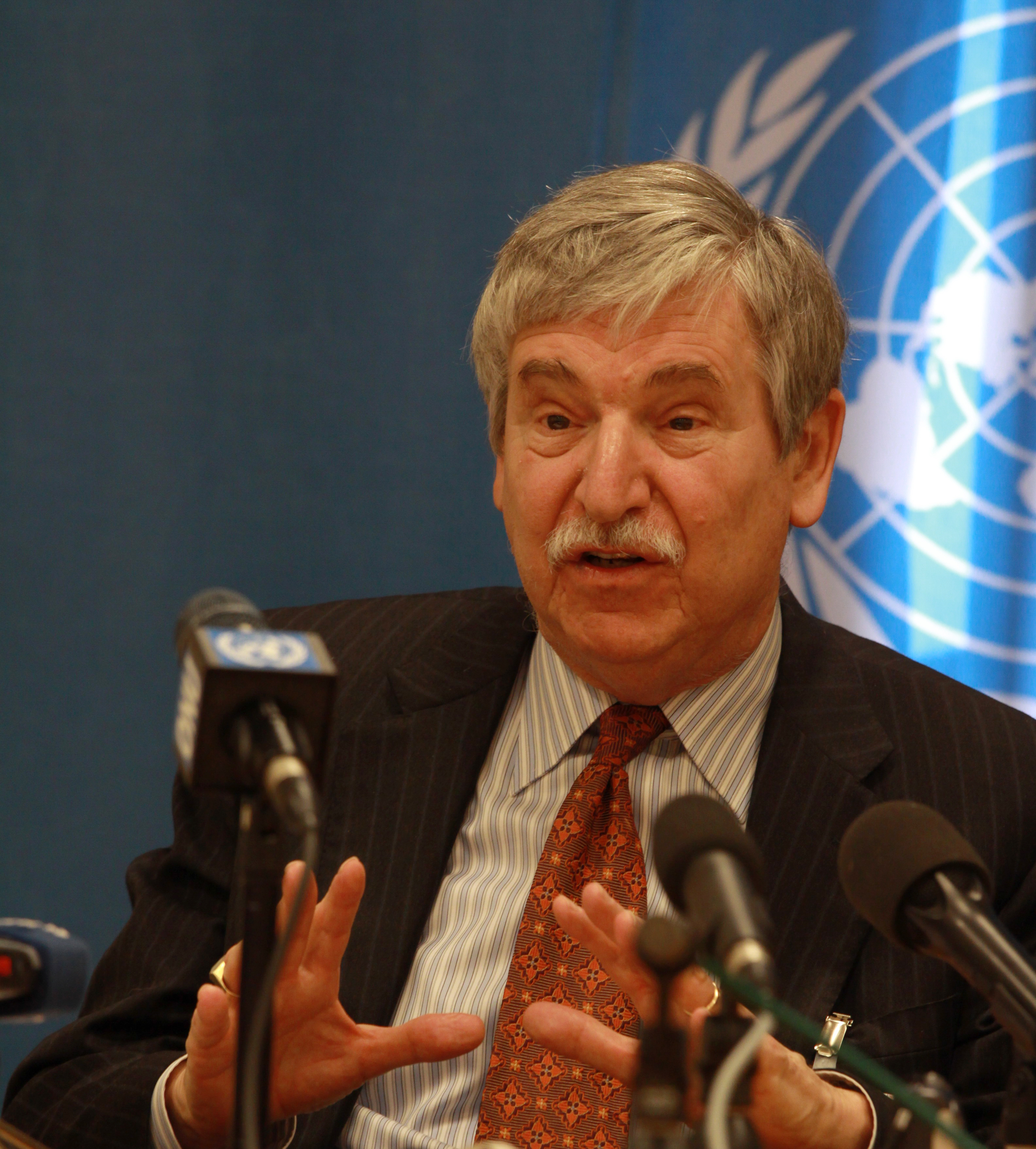
John W. Limbert (2010)

John W. Limbert, född i Washington, D.C., är författare, iranist, statsvetare och chargé d'affaires vid USA:s ambassad i Khartoum, Sudan. Han var ambassadör i Mauretanien mellan åren 2000 och 2003.
Limbert studerade vid Harvard University, där han doktorerade i historia och Mellanöstern. Han verkade som professor vid Pahlavi universitetet i Shiraz mellan 1964 och 1966. Sedan tog han anställning vid USA:s utrikesdepartement (the U.S. Foreign Service). Limbert är iranofil och talar flytande persiska. Han har publicerat en studie om det medeltida Shiraz. Limbert arbetade på USA:s ambassad när den ockuperades 1980 och vistades nio månader i samband med den så kallade gisslankrisen i Iran. För närvarande undervisar han i statskunskap vid The United States Naval Academy.

## Verk i urval
- Iran: At War with History, Westview Press, 1987.
- Shiraz in the Age of Hafez: The Glory of a Medieval Persian City, University of Washington Press, 2003.